# Meroplius sauteri
Meroplius sauteri är en tvåvingeart som först beskrevs av Meijere 1913.  Meroplius sauteri ingår i släktet Meroplius och familjen svängflugor.
Artens utbredningsområde är Taiwan. Inga underarter finns listade i Catalogue of Life.